# Legio XV Primigenia
Legio quinta decima Primigenia ou Legio XV Primigenia ("Décima-quinta legião Primogênita") foi uma legião do exército imperial romano criada originalmente pelo imperador Calígula em 39 d.C. para ajudar nas campanhas germânicas. Ficou  estacionada na fronteira do Reno até 70, quando foi destruída durante a Revolta dos Batavos juntamente com a V Alaudae. "Primogênita" era um dos nomes pelo qual era conhecida a deusa romana Fortuna.

## Guarnições
Depois das primeiras campanhas contra as tribos germânicas, a XV Primigenia foi estacionada em Mogoncíaco (moderna Mogúncia, na Alemanha). Em 43, com a reorganização das tropas decorrente da invasão romana da Britânia, a décima-quinta mudou-se para Castra Vetera (Xanten) e passou a compartilhar o acampamento com a V Alaudae. Em 47, as duas se envolveram nas guerras contra os frísios e ajudaram na construção do canal de Córbulo no Reno.
No ano dos quatro imperadores (69), a XV Primigenia e outras legiões da fronteira do Reno apoiaram o usurpador Vitélio, primeiro contra Galba e, depois, contra Otão. Quando Vespasiano finalmente foi aclamado como imperador inconteste, a XV Primigenia e a V Alaudae voltaram para Castra Vetera, quando a Revolta dos Batavos já estava em andamento.

## Derrota
As duas acabaram cercadas em seu acampamento de inverno em 69 por um exército rebelde comandado por Caio Júlio Civil e acabaram se rendendo em 70, esgotadas pela fome. Depois de receberem uma promessa de salvo-conduto, deixaram suas armas e se retiraram. Porém, os rebeldes perseguiram os soldados e mataram todos os legionários sobreviventes.
A Legio V Alaudae foi reconstituída depois, entre 86 e 87, pelo imperador Domiciano para lutar na Dácia.